# Menhir des Rivaux

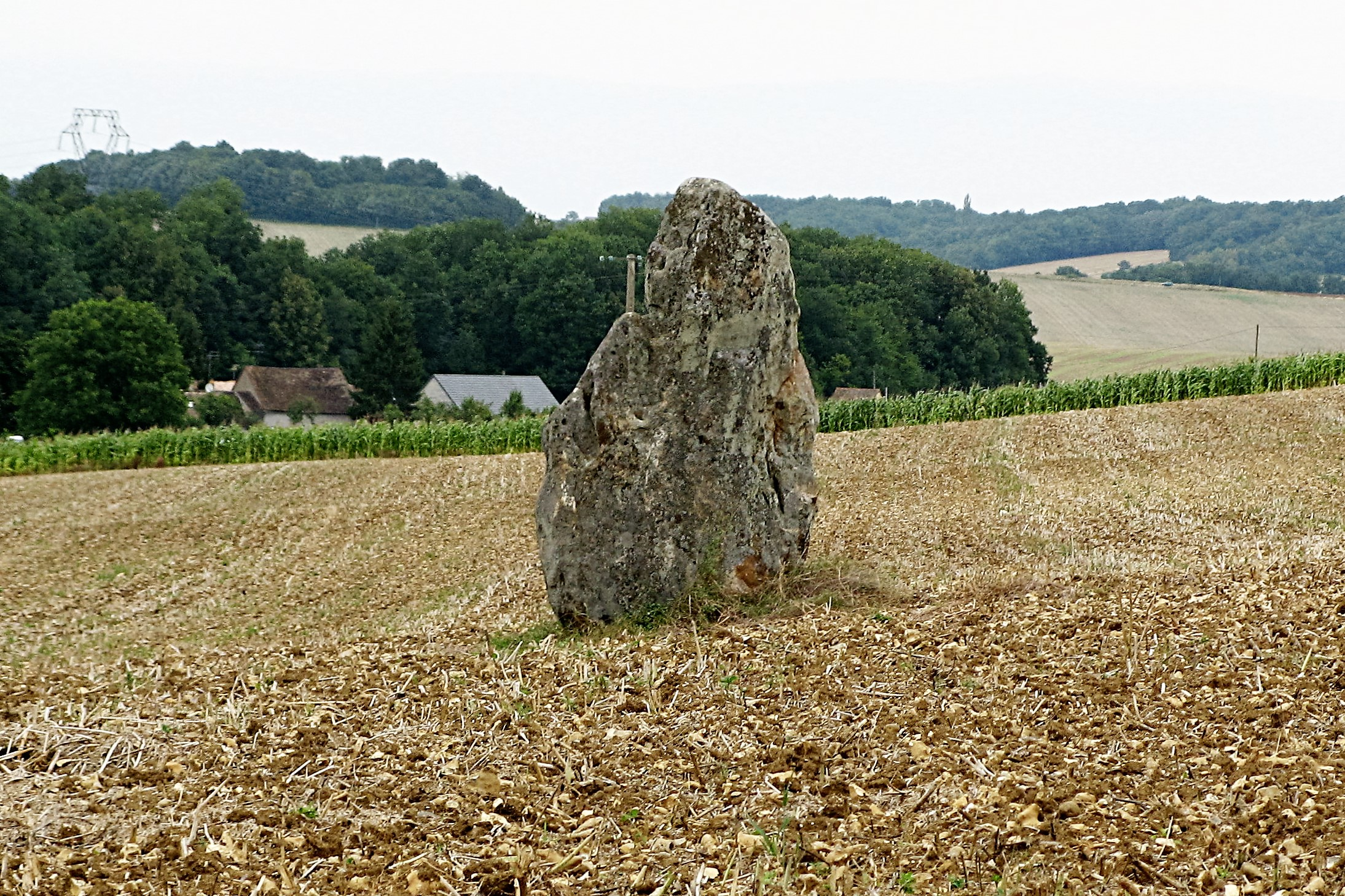
Menhir des Rivaux

Der Menhir des Rivaux (auch Grand’Borne, Pierre Aiguë oder fälschlich Dolmen d’Égriselles-le-Bocage genannt) ist ein Menhir, der an einem Hang 500 m südlich des Weilers Les Rivaux und südlich von Égriselles-le-Bocage, im Norden des Département Yonne in Frankreich steht.
Der etwa einen Meter eingetiefte Menhir ist etwa 3,0 m hoch, 1,6 m breit und 0,72 m dick.
1892 berichtete ein Einwohner von Égriselles-le-Bocage der Gesellschaft für Natur- und Geschichtswissenschaften von Yonne, dass der als Grand'Borne bekannte Stein wahrscheinlich ein Menhir ist. Nach der Entdeckung von Fragmenten neolithischer Töpferware und eines geschliffenen Steins wird er 1894 unter dem unpassenden Namen Dolmen d'Égriselles-le-Bocage unter Denkmalschutz gestellt.